# صخور الحيتان الثلاثة
صخور الحيتان الثلاثة (بالتايلندية: หินสามวาฬ)‏ هو تكوين صخري يبلغ عمره حوالي 75 مليون عام يبرز من جبل فو سينغ في مقاطعة بوينغ كان، تايلاند، تقع بالقرب من نهر ميكونغ، سميت بهذا الاسم لأن الصخور تبدو من زوايا معينة كعائلة متكونة من ثلاثة حيتان.

## روابط خارجية
- "صخور الحيتان الثلاثة، مقاطعة بوينغ كان"